# 伊礼喜洋
伊礼 喜洋（いれい よしひろ、1979年5月8日 - 2002年4月9日）は、日本の男性プロボクサー。沖縄県中頭郡北谷町出身。八王子中屋ボクシングジム所属。昭和薬科大学付属高等学校、東京工科大学卒業。左フックを得意とした。

## 来歴
大学入学後に八王子中屋ジムに入門し、2000年6月30日、プロデビューを果たした。翌2001年11月3日、岡村正道（白井・具志堅）に3-0の判定勝利を収め、東日本フライ級新人王を獲得した。同年12月15日、竹村貴宏（明石）に2-1の判定勝利を収め、全日本フライ級新人王を獲得した。
2002年3月24日、八王子市民会館で内藤佳紀（横田スポーツ）とフライ級6回戦を行い、6R終了間際にロープダウンをとられ、55-59、55-59、56-57の0-3で判定負けとなった。リングを下りた直後に意識を失い、東京都立川市の病院へ搬送されて開頭手術を受けたが意識は戻ることなく、急性硬膜下血腫により4月9日午前7時4分に死亡した。 10日に八王子市で荼毘に付され、13日に宜野湾市の普天間山神宮寺で葬儀が行われた。2002年6月15日には全9試合のうち8試合を戦った後楽園ホールで追悼セレモニーが行われた。

## 獲得タイトル
- 第58回東日本フライ級新人王
- 第48回全日本フライ級新人王